# Список об'єктів Світової спадщини ЮНЕСКО в Парагваї
У списку об'єктів Світової спадщини ЮНЕСКО в Парагваї налічується 1 найменування (станом на 2011 рік).
| № | Зображення | Назва                                                       | Місцеположення     | Час створення | Час внесення до списку | №                                                  | Критерії |
| - | ---------- | ----------------------------------------------------------- | ------------------ | ------------- | ---------------------- | -------------------------------------------------- | -------- |
| 1 |            | Єзуїтські місії Ла-Сантисіма-Тринідад і Хесус-де-Таваранґуе | район річки Парана | 1706 1678     | 1993                   | 648 [Архівовано 24 грудня 2018 у Wayback Machine.] | iv       |